# Кубок Чехословакии по волейболу среди женщин
Кубок Чехословакии по волейболу среди женщин — ежегодное соревнование женских волейбольных команд Чехословакии. Проводились в 1971—1992 годах. Наибольшее число побед на счету пражской команды «Руда Гвезда» и пльзеньского «Славоя» — по 3.
Организатором розыгрышей Кубка являлся Чехословацкий волейбольный союз (ЧСВС). После объявления о предстоящем с 1 января 1993 года распаде Чехословакии ЧСВС разделился на Чешский волейбольный союз и Словацкую волейбольную федерацию. С 1993 проводятся самостоятельные розыгрыши Кубка Чехии и Словакии.

## Победители
- 1971 «Руда Гвезда» Прага
- 1972 «Рожнов-под-Радгоштем»
- 1973 «Славой» Тахов
- 1974 «Спофа» Прага
- 1975 «Руда Гвезда» Прага
- 1976 «Слован» Прага
- 1977 «Руда Гвезда» Прага
- 1978 «Славой» Пльзень
- 1979 «Славой» Пльзень
- 1980 «Славой» Пльзень
- 1981 «Искра» Либерец
- 1982 «Славой» Оломоуц
- 1983 «Славой» Градец-Кралове
- 1984 КПС Брно
- 1985 «Искра» Либерец
- 1986 «Славой» Градец-Кралове
- 1987 «Славой» Оломоуц
- 1988 «Ланшкроун»
- 1989 «Йилемнице»
- 1990 «Ланшкроун»
- 1991 «Локомотива» Теплице
- 1992 «Сокол» Фридек-Мистек

## Источник
- Волейбол. Энциклопедия/Сост. В. Л. Свиридов. Москва: Издательства «Человек» и «Спорт» — 2016.